# Lugan (Tarn)
Lugan település Franciaországban, Tarn megyében. Lakosainak száma 420 fő (2022. január 1.). Lugan Saint-Sulpice-la-Pointe, Azas, Garrigues, Lavaur, Saint-Jean-de-Rives és Saint-Lieux-lès-Lavaur községekkel határos.

## Népesség
A település népességének változása:
| Lakosok száma | 397  | 402  | 424  | 421  | 424  | 424  | 427  | 420  | 420  |
|               | 2013 | 2015 | 2016 | 2017 | 2018 | 2019 | 2020 | 2021 | 2022 |